# Wrodzona zatoka skórna czaszki
Wrodzona zatoka skórna czaszki zwana także zatoką Stromeyera (łac. sinus pericranii) – rzadkie zaburzenie rozwojowe, polegające na wytworzeniu worka naczyniowego, uwypuklającego się poza obręb kości czaszki, który pozostaje w łączności z 
zatoką strzałkową górną, z którą pozostaje w łączności poprzez liczne odgałęzienia żylne.
Wrodzona zatoka skórna czaszki zlokalizowana jest w linii pośrodkowej czaszki, najczęściej  w jej połowie lub 1/3 przedniej długości i przyjmuje postać miękkiego guza zwykle o sinawym zabarwieniu, który zwiększa napięcie podczas kaszlu, kichania, płaczu.
Potwierdzenie rozpoznania uzyskuje się po wykonaniu magnetycznego rezonansu jądrowego a leczenie jest wyłącznie operacyjne.